# Isenheimi oltár

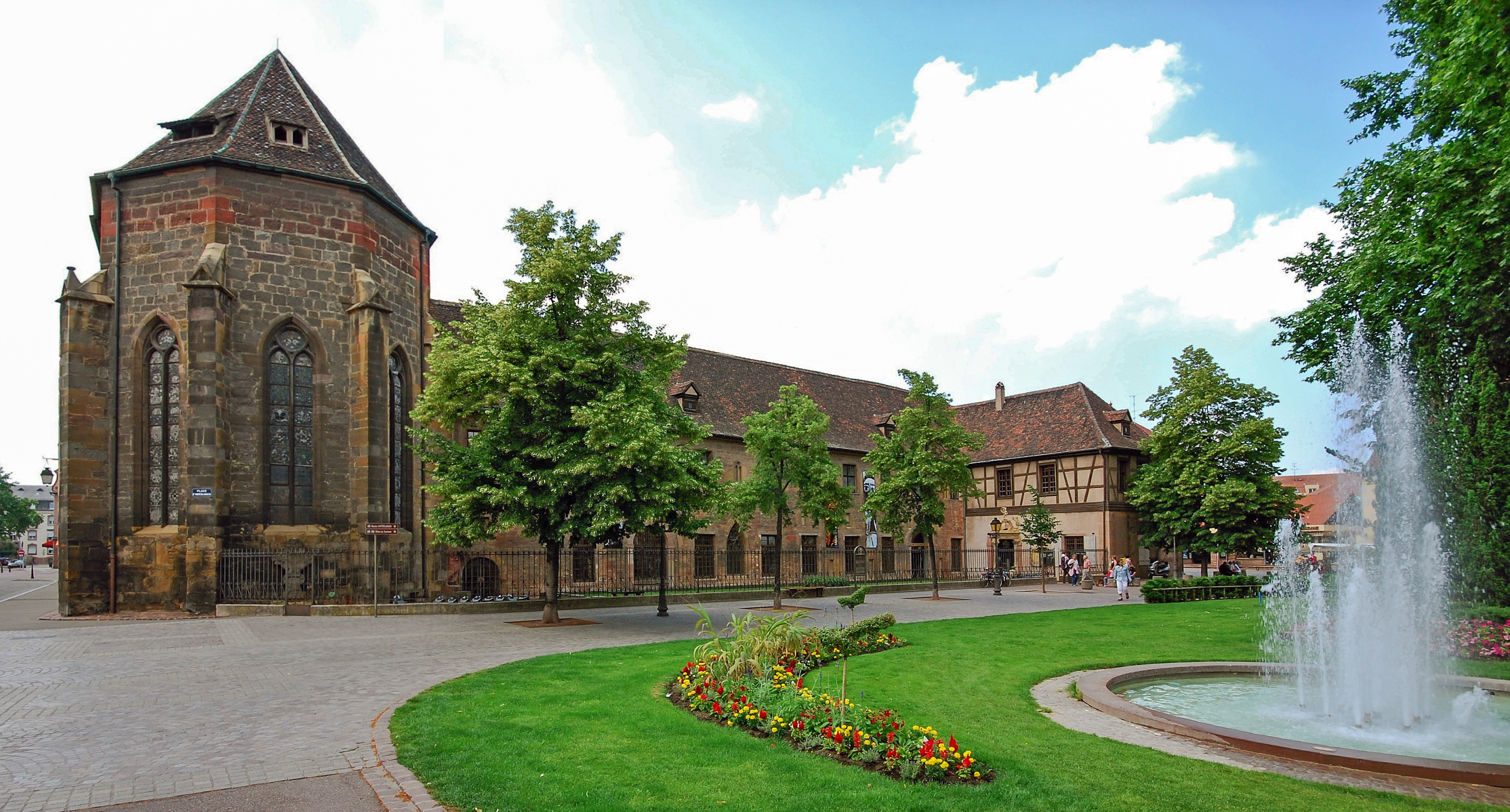
Az Unterlinden Múzeum épülete, Colmar

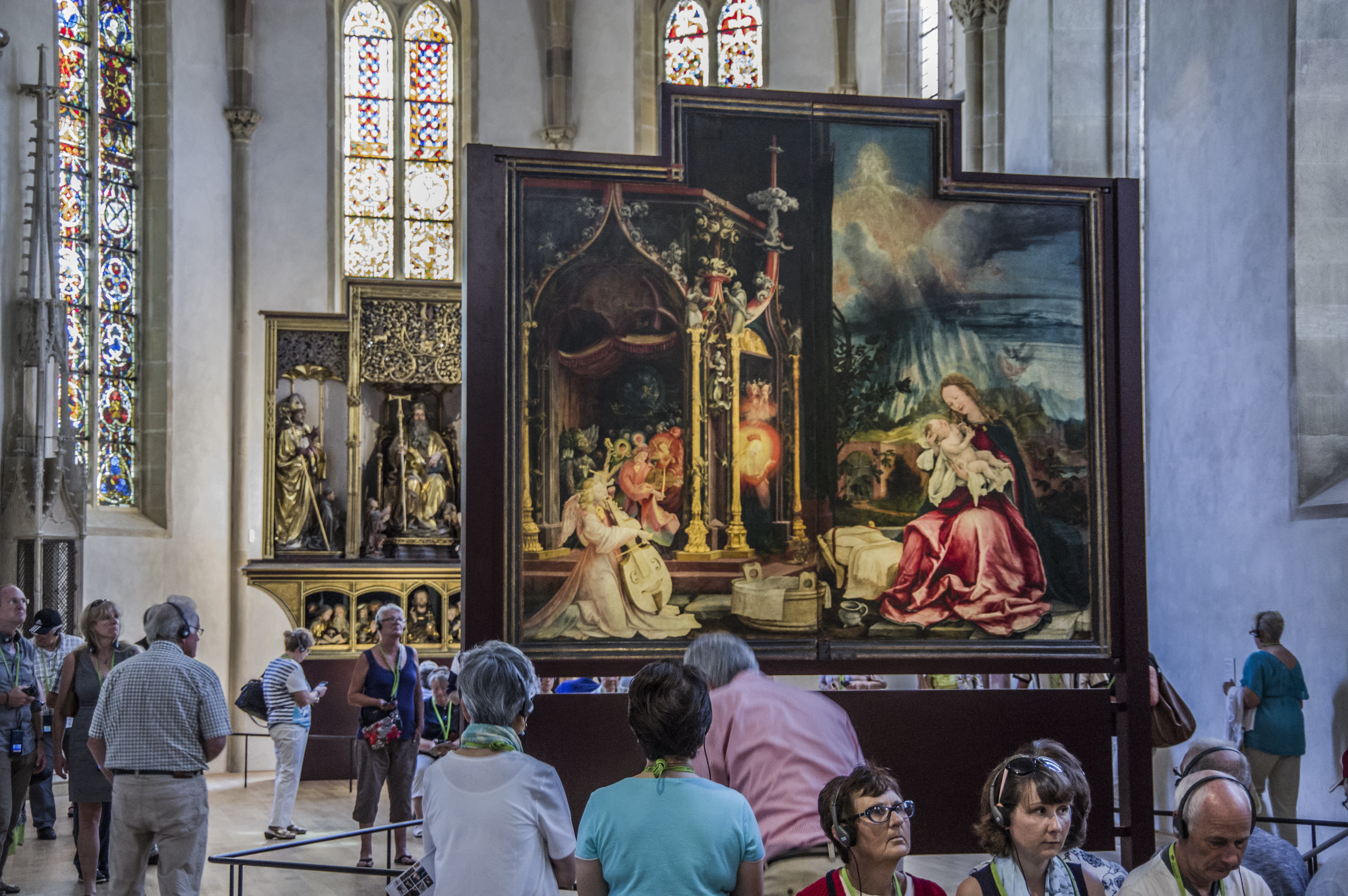
A múzeum kiállítótere

Az isenheimi szárnyas oltár (németül: Isenheimer Altar, franciául: Retable d’Issenheim) Matthias Grünewald fő műve. Az 1512 és 1516 között készült oltár többszörösen kihajtható szárnyakból áll, összesen háromféle látványt kínál. Csukott állapotában a Keresztrefeszítés jelenetét, nyitott állapotában az Angyali üdvözlet, Angyalkoncert, Krisztus születése (Mária a kertben a kis Jézussal), és a Feltámadás jeleneteket ábrázolja. A hármas triptichont, az issenheimi antonita kolostor utolsó előtti apátja, az olasz származású Guido Guersi rendelte meg. A szárnyasoltárt spórolásból egy régi oltárszekrényből alakították át, további szárnyakat erősítve rá. Nemcsak a festő, de az asztalos is rendkívülit alkotott, ugyanis a szekrény oldalait is nyithatóvá tette zsanérokkal, megnövelve így a megfesthető felületet.
Eredetileg az isenheimi kolostor kórházának templomában volt, ahonnan a francia forradalom éveiben (1793) menekítették át Colmarba (Issenheimtől 20 kilométerre északra). Ma a város Unterlinden Múzeumában található (Musée d'Unterlinden). A múzeumnak helyet adó egykori kolostorépület a XIII. századtól az Ágoston-rendi, majd dominikánus barátok kolostora volt, később laktanya lett belőle a francia forradalom idején, s végül 1853. április 3-án adták át múzeumi célokra.
A monumentális festményt az erős fényhatásokat használó előadásmódja, a pompázó szabad festői stílusa, a csúnyaságot is megjelenítő realisztikus ábrázolása és a fantasztikus látomások teszik rendkívülivé és egyedivé a művészettörténetben.

## Az isenheimi oltár képei
A késő gótikus művészeti alkotások egyik fő feladata az volt, hogy a templomokat szekrényes oltárral díszítse, egy olyan építménnyel, amelyet az oltárasztal mögött állítottak fel, és amelyen hívő építőmesterek, szobrászok és festők dolgoztak. A szekrényt rendszerint szimpla vagy kettős szárnyas ajtó zárta, melynek felülete alkalmas helyet kínált a díszítésre. Az ilyen oltárt a hívek úgy nyitották ki, mint egy könyvet: az ajtók szárnyaira festett képek, mint egy nagy képes Biblia jelenítették meg a keresztény világnézetet.
|  |
|  |

|  | Jobboldalt Keresztelő János felett a felirat: „Neki növekednie kell, nekem pedig kisebbé lennem” Jn 3.30 |  |
|  | --- |  |

|  |  |  |
|  |  |  |

|  |
|  |

|  |  |  |
|  |  |  |

### Első látvány
Az első látvány a Keresztrefeszítés jelenete, vagy Golgota. Az itáliai művészek fogalmai szerint nem sok szépséget fedezhetünk föl ebben a rideg, kegyetlenül őszinte ábrázolásban. Jézus idejében a római hadsereg által rabszolgákkal, lázadókkal, rablókkal és más gonosztevőkkel szemben alkalmazott keresztre feszítés módszerének célja nem csupán maga a kivégzés volt, hanem a kivégzendő nyilvános megszégyenítése és akár napokig tartó kínhalála, ami tömegekre gyakorolhatott elrettentő és megelőző hatást. A hódító Római Birodalom számára nyilvánvalóan ez volt a legfontosabb. Mivel azonban a zsidó törvény szerint a holttestet még aznap, napnyugta előtt el kellett temetni (5Mózes 21:23, Flavius Bellum 4,6,2), és a rómaiak igyekeztek nem háborgatni a helyi vallási törvényeket, az elrettentés érdekében a kivégzést levetkőztetéssel és a test végigostorozásával „készítették elő”, magát a kivégzést pedig színpadias aktussá tették (a keresztgerenda kicipeltetése az elítélttel a kivégzőhelyig). Grünewald mindent elkövetett, hogy hitelessé tegye Jézus szenvedésének borzalmait: Krisztus haldokló testét eltorzítják a kereszt kínjai; ostor hasította gennyes sebek borítják egész alakját. A sötétvörös vérnyomok kiáltó ellentétet teremtenek Jézus testének beteges, zöld árnyalatával. Ujjai merev görcsbe rándulnak, karjai meghajlítják a keresztfát.
Tőle jobbra Keresztelő Szent János áll (aki jelképként van jelen, hiszen az esemény idején ő már halott), vele a keresztet hordozó bárány ősi szimbóluma, melynek vére az áldoztatókehelybe hullik. Keresztelő Szent János hatalmas mutatóujja a Megfeszítettre irányul: „Íme, az Isten Báránya”. János fölé piros betűkkel festve olvashatjuk szavait is: illum oportet crescere, me autem minui (annak növekedni kell, és nékem alászállnom kell). A kereszt bal oldalán Szűz Mária látható az özvegyi fátyolban, akit János tanítvány tart, mellettük a térdelő, rimánkodó Mária Magdolna.
A Golgota kép alatti predellán (egyfajta zsámoly, amelyen az oltárkép áll), a Sírbatétel jelenete látható. A szárnyas oltároknak az a része, mely magában foglalja a szobrokat és a képeket, mindig polcon állt és szintén képek díszítették. E szokáshoz a 15. században is ragaszkodtak, amikortól a szárnyas oltárok helyét egyszerű oltárképek foglalták el. A Sírbatétel már nem olyan drámai, mint a Golgota.
A nagy képtől balra pedig Remete Szent Antal, egy talapzaton áll. Arca a kolostor apátjának arcmása.
Az oltárkép tábláinak kihajtása után további részletek fedezhetők fel a szentek életéből.

### Második látvány
Grünewald a bal oldali képen az Angyali üdvözlet jelenetét ábrázolta, a kép hátterében magának az issenheimi kolostornak a belseje látható, amely a boltív színes bordáiól ismerhető fel.
A középső részen baloldalt az Angyalkoncert című kép hátterében gótikus oszlopcsarnok látszik. Jobboldalt egy kertben ábrázolva Mária a gyermek Jézussal, fölöttük Isten figyeli az anyát és fiát, körülöttük angyalok repkednek.
Az oltárkép jobb oldali szárnya Jézus Krisztus feltámadását ábrázolja. A kereszténység rendszerint párhuzamot von Krisztus és a Nap között. A Napot Isten dicsőségének természeti kifejeződéseként értelmezi. Az ítélkező és feltámadó Krisztus Sol Justitiae (Igazság Napja) és Sol invictus (legyőzhetetlen Nap). Jézus feltámadását a napkelte jelképezi, ehhez kapcsolódik a templomok és a sírok keleti tájolása is. A kép a feltámadás, a mennybemenetel és a színeváltozás motívumainak bonyolult egybeszövése.

### Harmadik látvány
A kettős szekrényre emlékeztető oltárkép belsejében a faragott szentélyben három szent (Hippói Szent Ágoston, Remete Szent Antal és Szent Jeromos, lábainál az oroszlánnal) fából készült szobra rejtőzködik, amely csak akkor tárul fel ha a kettős szárnyrendszer első és második látványa már nyitva van.
A bal oldali szárnyon lévő 265 x 139 centiméteres festmény középpontjában a két egyiptomi remete szent alakja látható, amikor Remete Szent Antal, a kilencvenéves remete felkeresi Remete Szent Pált, aki a legenda szerint ekkor száztizenhárom éves lehetett. Kettejük találkozását ábrázolja a kép, előtérben a két remetével, háttérben Remete Szent Pál barlangjával. Beszélgetésük alatt megérkezett a holló, aki most nem fél, hanem egy egész cipót hozott. Hálát adtak Istennek, aki így gondoskodik szolgáiról.
„Ottan azért, mint egymást láták, egymást megölelék és apolhaták(apolgaták) nagy isteni szent szeretettel. És mikoron Úr Istennek hálát attanak vóna, leülének, és monda Szent Pál Szent Antalnak: „Íme, kit nagy fáraccsággal kerestél, ez megrotadandó testnek vénségét, az te vénséged el temeti. Íme, látod ez embert, ki hamar porrá lészen.” És mikoron ott édesdeden beszéllelének, azonkezben jeve egy holló hozzájok, és egy egész cipót hoza őnekik, és el méne. Ez kedég vala Istennek angyala. És monda Szent Pál: „Íme, én szerelmes atyámfia, az Úr Isten ebédet kildett minekünk. Íme, mely kegyes és irgalmas az Úr Isten: immáran hatvan esztendei vagyon, mi últa mindenkoron fél-fél cipót érdemlettem. De, íme, az te jeveteledre megketteztette Úr Isten az eledelt. Azért hálát adván Úr Istennek azon leülének az kút vizének felette, és veteködés lén közötök, ki szegné meg az kinyeret. Szent Pál kényszeríti vala Szent Antalt, mondván: mert Úr Isten ő érette tette vóna az csodát. Szent Antal kedég viszon ellen, mert miért nagyobb és vénebb vóna, őneki kellene megszegni. Mikoron mind kettőnek kezébe vóna az cipó, ottan hason ketté valék, és kinek mind egy rész juta benne.” Érdy-kódex
A jobb oldali képen Remete Szent Antal megkísértésének jelenete látható. A kép tele van a bujaság, a testi élvezetek közvetlen vagy démonok által megszemélyesített képeivel, s Antalt szinte szétmarcangolják a rátörő rémek.
A predellán Krisztus és a tizenkét apostol látható.